# The Whole Dam Family and the Dam Dog
The Whole Dam Family and the Dam Dog è un cortometraggio muto del 1905 diretto da Edwin S. Porter.

## Produzione
Il film fu prodotto dalla Edison Manufacturing Company.

## Distribuzione
Distribuito dalla Edison Manufacturing Company, il film - un cortometraggio di cinque minuti - uscì nelle sale cinematografiche degli Stati Uniti il 31 maggio 1905. Copia della pellicola viene conservata negli archivi della Library of Congress.